# Chamaedorea amabilis
Chamaedorea amabilis är en enhjärtbladig växtart som beskrevs av Hermann Wendland. Chamaedorea amabilis ingår i släktet Chamaedorea och familjen Arecaceae. Inga underarter finns listade i Catalogue of Life.